# 터너상

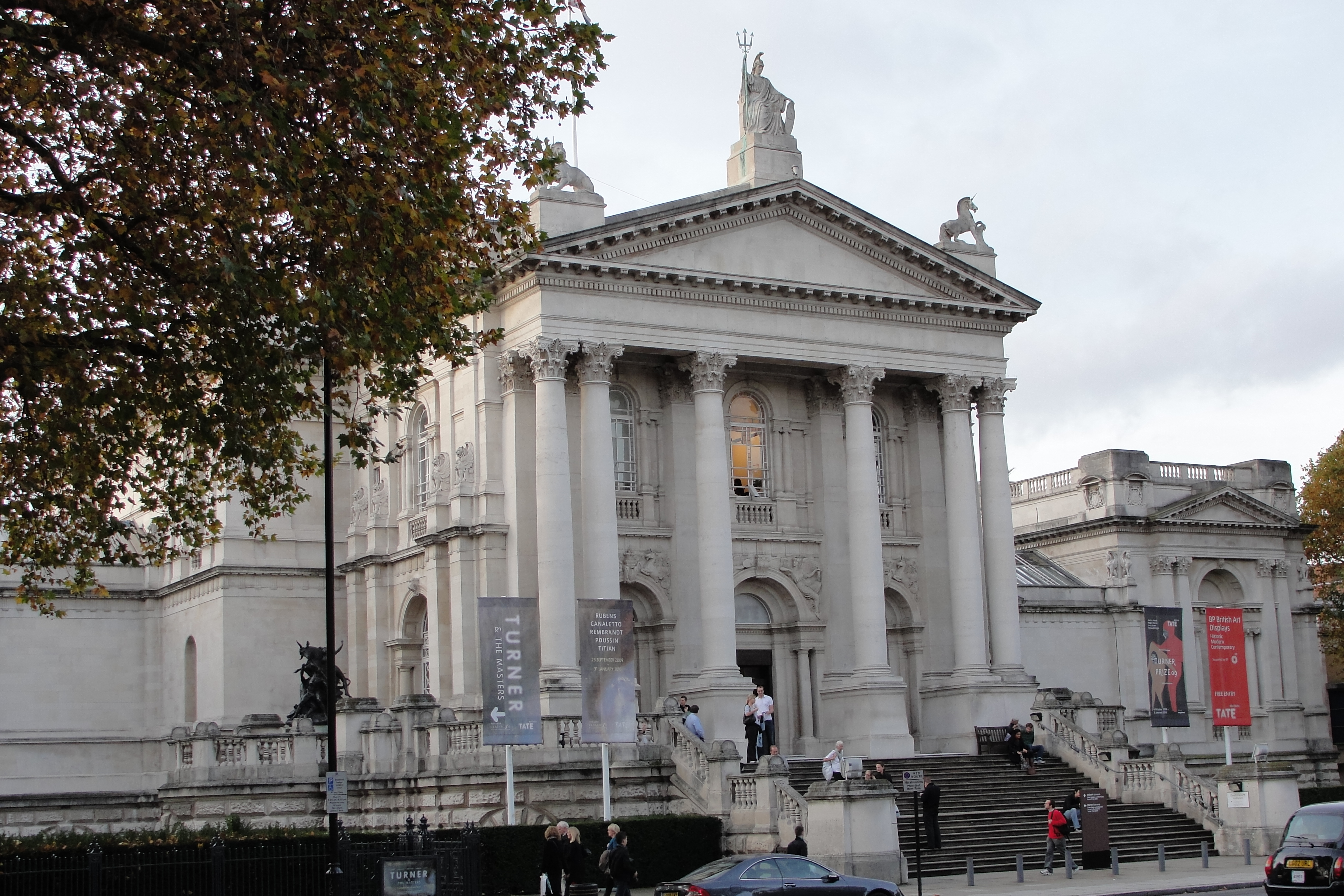

터너상(Turner Prize)은 영국 현대 미술의 대표 기관인 테이트 브리튼이 1984년에 제정한 상으로, 이름은 미술가 조지프 말로드 윌리엄 터너에서 유래했다. 이 상은 한 해 동안 가장 주목할 만한 전시나 미술활동을 보여준 50세 미만의 영국 미술가 (영국에서 활동하는 외국 출신 미술가와 외국에서 활동하는 영국 국적의 미술가를 총괄하는 의미)에게 수여되는 대표적인 현대미술상이다.
매해 5월에 네 명의 후보 작가를 지명하고 10월부터 테이트 브리튼에서 전시를 열어 12월 초에 수상자를 선정한다.
터너상은 정부의 예술 지원금이 줄어들자 개인적인 후원인들을 통해 현대 작가를 지원하고, 특히 아방가르드 작품들을 육성하기 위한 방안으로 시작되었다. 2만 파운드(한화 4000만 원 상당)의 상금과 영국 최고 권위의 현대미술상이라는 영예를 안게 되는 이 상은 영국 미술계뿐 아니라 국제 미술계로부터 주목받는 연례행사가 되었다. 특히 1991년부터 영국의 주요 방송사인 '채널4'가 터너상의 주요 후원기관으로 영입됨에 따라 텔레비전을 통해 시상식이 생중계되어 현대미술의 대중화에도 큰 영향력을 발휘하고 있다.
역대 수상자들을 살펴보면, 제1회 수상자인 맬컴 몰리(Malcolm Morley)를 비롯하여 길버트와 조지(Gilbert and George), 토니 크래그(Tony Cragg), 리처드 롱(Richard Long), 아니쉬 카푸어, 레이철 화이트리드, 안토니 곰리(Antony Gormley), 데이미언 허스트, 더글러스 고든(Douglas Gordon), 질리언 웨어링(Gillian Wearing), 크리스 오필리(Chris Ofili), 스티브 매퀸 (영화 감독), 볼프강 틸만스(Wolfgang Tillmans) 등이다. 이들 역대 수상자들은 영국 현대미술을 대표함과 동시에 세계 현대미술사의 한 페이지를 장식하는 거장의 반열에 올랐다.
터너 상은 영국 최고 권위의 현대미술상으로 현대미술의 지도에서 가장 큰 비중을 지닌 좌표 중 하나이며, 한 해 동안 펼쳐진 미술가들의 활동을 평가하고 새로운 미술적 시도를 격려하면서 현대미술에 대한 일반대중의 관심을 불러 모으는데 큰 역할을 하였다.